# 1824 Haworth
1824 Haworth este un asteroid din centura principală, descoperit pe 30 martie 1952, de Goethe Link Obs..